# Tiếng Ca Dong
Tiếng Ca Dong (Ca Giong) là một ngôn ngữ thuộc ngữ hệ Nam Á. Người nói thứ tiếng này được chính phủ Việt Nam chính thức phân loại là người Xơ Đăng.
Tiếng Ca Dong được nói ở vùng chân núi Ngọc Lĩnh ở hai huyện Nam và Bắc Trà My thuộc tỉnh Quảng Nam, huyện Sa Thầy và huyện Kon Plông của tỉnh Kon Tum (Lê Bá Thảo và cộng sự 2014: 175) 